# 13792 Kuščynskyj
13792 Kuščynskyj è un asteroide della fascia principale. Scoperto nel 1998, presenta un'orbita caratterizzata da un semiasse maggiore pari a 3,1627180 UA e da un'eccentricità di 0,1885562, inclinata di 3,82234° rispetto all'eclittica.